# Frank Ifield
Francis Edward Ifield (Coundon, Coventry; 30 de noviembre de 1937-Sídney, Nueva Gales del Sur; 18 de mayo de 2024) fue un cantante y guitarrista británico-australiano de música country que a menudo incorporaba el yodelling a su música. 
Tras vivir en Australia, Ifield regresó al Reino Unido en noviembre de 1959, donde obtuvo cuatro números uno en la UK Singles Chart con sus versiones de "I Remember You" (mayo de 1962), "Lovesick Blues" (diciembre), "The Wayward Wind" (marzo de 1963) y "Confessin' That I Love You" (septiembre). En 2003, Ifield ingresó en el Australian Roll of Renown. Ifield ingresó en el ARIA Hall of Fame en los ARIA Music Awards de 2007. En 1986 contrajo una neumonía que le provocó la extirpación de parte de un pulmón y daños en las cuerdas vocales. En 1988 se trasladó a Sídney y durante años no pudo cantar ni cantar a la tirolesa mientras se recuperaba. En junio de 2009 recibió la Medalla de la Orden de Australia "Por sus servicios a las artes como artista". Estuvo casado por primera vez con Gillian Bowden (1965-88), con la que tuvo dos hijos. Su segundo matrimonio fue con Carole Wood (1992-actualidad). En 2005 coescribió su autobiografía, I Remember Me: the First 25 Years, con Pauline Halford.

## Carrera

### Primeros años
Frank Ifield nació en 1937 en Coundon, Coventry, Inglaterra, de padres australianos Richard Joseph Ifield (1909-1982) y Hannah Muriel Ifield (c. 1916-2012), como uno de siete hijos. Sus padres habían viajado a Reino Unido en 1936, donde su padre era inventor e ingeniero y creó la bomba de combustible Ifield, para Lucas Industries, que se utilizaba en aviones a reacción.
La familia Ifield regresó a Australia en enero de 1948 a bordo del Orion. Vivían cerca de Dural, a 50 km al noroeste de Sídney. Era un distrito rural y él escuchaba música hillbilly (más tarde llamada country music) mientras ordeñaba la vaca de la familia. Su abuela le regaló una guitarra en 1949 y fue autodidacta; también aprendió a cantar a la tirolesa imitando a estrellas del country, como Hank Snow.
La familia se trasladó a Beecroft, un suburbio de Sídney. A los 13 años interpretó su versión de "Did You See My Daddy Over There?", de Bill Showmet, y apareció en el concurso de talentos de la emisora de radio local 2GB, Amateur Hour. Este tema fue publicado como su primer sencillo, en 1953, por Regal Zonophone Records. En noviembre de ese año aparecía regularmente en la emisora de radio de Brisbane, 4BK's Youth Parade, tocando la guitarra y cantando, donde "Todos los artistas de este programa son menores de 21 años".
Su tercer sencillo fue una versión de "Abdul Abulbul Amir" (septiembre de 1954), respaldada por su propia composición, "A Mother's Faith". En 1956 presentó "Campfire Favourites", en la cadena de televisión local TCN-9, que "fue el primer programa semanal "occidental" de un artista local en la televisión australiana". Desde ese año hasta finales de 1957 grabó seis singles con un grupo de acompañamiento, Dick Carr Buckaroos.
En 1957 grabó un tema, "Whiplash", que se utilizó como tema principal de la serie de televisión británica/australiana del mismo título desde septiembre de 1960 hasta mediados de 1961. A principios de 1959 realizó una gira por la Isla Norte de Nueva Zelanda, donde su sencillo "Guardian Angel" alcanzó el número 1 en las listas de la radio local. Ifield tuvo dos éxitos entre los 30 primeros de ese año en el Kent Music Report, con "True" (septiembre, n.º 26) y "Teenage Baby" (noviembre, n.º 23). Regresó al Reino Unido en noviembre de 1959.

### Años 1960
El primer sencillo británico de Ifield, "Lucky Devil" (enero de 1960), alcanzó el número 22 en la UK Singles Chart. Sus siguientes seis sencillos tuvieron menos éxito comercial, pero consiguió su primer número uno en el Reino Unido con una versión de la composición de Victor Schertzinger y Johnny Mercer de 1941, "I Remember You" (mayo de 1962), que encabezó las listas durante siete semanas. Conocido por el falsete de Ifield y un ligero yodel, fue el segundo sencillo más vendido de ese año en el Reino Unido, y se convirtió en el séptimo sencillo más vendido. Es el sencillo de Ifield que más alto llegó en la lista Billboard Hot 100 de Estados Unidos, alcanzando el n.º 5. También llegó al n.º 1 en la lista de éxitos de la BBC. También alcanzó el n.º 1 en el Kent Music Report australiano.
Su siguiente sencillo fue una doble cara A, "Lovesick Blues" y "She Taught Me How to Yodel" (octubre de 1962). "Lovesick Blues" fue cantada originalmente por Hank Williams y tratada en un alegre estilo "Let's Twist Again". El otro tema es una virtuosa pieza de yodel con el verso final - enteramente yodel - a doble velocidad. También alcanzó el n.º 1 en el Reino Unido, el n.º 2 en Australia y el n.º 44 en el Billboard Hot 100 estadounidense. Su representante le había dicho que no cantara a la tirolesa porque le marcaría. Sin embargo, cantó "She Taught Me to Yodel" como bis en un Royal Variety Performance (noviembre de 1962), a petición expresa de la Reina Madre. Su siguiente sencillo, "Wayward Wind", le convirtió en el primer artista del Reino Unido en alcanzar el número 1 tres veces consecutivas en las listas británicas. El único artista que lo había conseguido antes era Elvis Presley. En Australia alcanzó el n.º 16.
Sus sencillos más vendidos en el Reino Unido en 1963 fueron "Nobody's Darlin' but Mine" (abril de 1963, n.º 4), "Confessin' (That I Love You)" (junio, n.º 1), "Mule Train" (octubre, n.º 22) y "Don't Blame Me" (diciembre, n.º 8). En 1963 cantó en el Grand Ole Opry, presentado por uno de sus héroes, Hank Snow. Muchos de sus discos fueron producidos por Norrie Paramor. Ifield también apareció en Jolly What!, una compilación de 1964 que incluía ocho de sus temas y cuatro de The Beatles, que se ha considerado un intento de sacar provecho de la Beatlemanía. (Vee-Jay Records había obtenido los derechos de distribución en EE. UU. de The Beatles junto con Ifield). A pesar de los cambios de tendencias, Ifield siguió cosechando éxitos en el Top 40 durante esa década, como "Angry at the Big Oak Tree" (abril de 1964), "I Should Care" (julio), "Paradise" (agosto de 1965), "No One Will Ever Know" (junio de 1966) y "Call Her Your Sweetheart" (septiembre). Ifield participó dos veces en las eliminatorias británicas del Festival de Eurovisión. Quedó segundo en 1962 con "Alone Too Long" (perdió contra Ronnie Carroll). En 1976, lo intentó con "Ain't Gonna Take no for an Answer", pero quedó el último de los 12 finalistas.

### Años posteriores
En 1991, Ifield volvió a la lista de éxitos del Reino Unido cuando una remezcla dance de "She Taught Me How to Yodel", rebautizada como "The Yodelling Song", fue facturada como "Frank Ifield featuring the Backroom Boys", y alcanzó el n.º 40 en la UK Singles Chart. En más de 30 años, se convirtió en su 16.ª aparición en esa lista. La canción fue mencionada por Victor Meldrew en el episodio de One Foot in the Grave, "Love and Death".

## Vida personal
Ifield se casó con Gillian Bowden, bailarina del London Palladium, el 6 de julio de 1965 en el Marylebone Register de Londres. Ifield protagonizó el papel de Dave Kelly, y Bowden apareció como bailarina, en la película cómica musical Up Jumped a Swagman (diciembre de 1965). La pareja tuvo dos hijos.
En 1986, Ifield contrajo neumonía y tuvo que ser operado para extirparle parte de un pulmón. Como consecuencia, sus cuerdas vocales resultaron dañadas, por lo que no pudo cantar ni cantar durante años hasta que se recuperaron. Bowden y él se divorciaron en 1988 y él volvió a Sídney a vivir. En 1992 se casó con su segunda esposa, Carole Wood, azafata de aerolínea.
Ifield falleció el 18 de mayo de 2024, a la edad de 86 años, en el suburbio de Dural, en Sídney.

## Premios y reconocimientos
En junio de 2009 recibió la Medalla de la Orden de Australia, con la mención "Por sus servicios a las artes como artista".
El 10 de junio de 2012, Ifield se unió a Paul Hazell en su programa World of Country de la emisora de radio comunitaria Uckfield FM. Habló de su vida en la música y de su próxima incorporación al Muro de la Fama de la Música de Coventry. Hizo otra aparición en Uckfield FM, hablando con Tony Williams, el 16 de mayo de 2017.

### Lista Australiana de Renombre
El Australian Roll of Renown rinde homenaje a los músicos australianos y neozelandeses que han dado forma a la industria musical por su contribución significativa y duradera a la música country. Se inauguró en 1976 y el nombre del nuevo miembro se anuncia en los Country Music Awards de Australia, que se celebran en Tamworth en enero. Ifield, fue incluido en 2003.

### Premios ARIA de la música
Los ARIA Music Awards son unos premios anuales que reconocen la excelencia, la innovación y los logros en todos los géneros de la música australiana. Comenzaron en 1987. Ifield ingresó en el Salón de la Fama en 2007.

### Premios Mo
Los Australian Entertainment Mo Awards (comúnmente conocidos informalmente como los Mo Awards), fueron unos premios anuales de la industria australiana del entretenimiento. Reconocen los logros en el entretenimiento en vivo en Australia desde 1975 hasta 2016. Frank Ifield ganó un premio en ese periodo.